# Континентальні кельтські мови
Континентальні кельтські мови — сучасне найменування підгрупи у складі кельтських мов, нині повністю вимерлих, поширених раніше в континентальній Європі. Континентальні кельтські мови протиставляються острівним кельтським, поширеним на Британських островах (нині Велика Британія і Ірландія). Область поширення континентальних кельтських мов включала Галію, Іберію, альпійську зону (нині Австрія, Чехія, Швейцарія), узбережжя Адріатичного моря і навіть частину Малої Азії (Галатія). Носії мов були асимільовані в перші століття від Р. Х. в основному носіями італійських і германських мов.
Ряд кельтологів вважає поділ кельтських мов на континентальні й острівні не генетичним, а союзним, і пропонує як альтернативний поділ на P-кельтські та Q-кельтські мови (з еволюції пракельтського звуку kw у початковій позиції).

## Мови, засвідчені пам'ятками
З десятків кельтських мов і діалектів, що імовірно існували в античному світі, пам'ятниками та глоссами засвідчені тільки чотири:
- лепонтійська мова (VII—III ст. до Р. Х.)[1] що існувала на півдні Альп. Іноді розглядається як ранній діалект галльської мови. Представлений низкою написів і топонімів.
- галльська мова (III ст. до Р. Х. — близько VII ст. по Р. Х.)[1] була поширена на території Галії. Відзначено два діалекти: цизальпійський (з боку Італії) і трансальпійський (з боку Франції). Представлений низкою написів, а також збереженими у класичних авторів топонімами і найменуваннями племен. Можливо, є субстратом для бретонської мови .
- галатська мова (III ст. до Р. Х. — IV ст. Р. Х.) була поширена у Галатії — історичної області Малої Азії поблизу сьогоденного міста Анкара. Класичні автори відзначали близькість даної мови до галльської.
- іспано-кельтські мови[2][3]

:
- - кельтіберська мова (зникла до I ст. до Р. Х.)[1] — існувала на північному сході стародавньої Іберії, між річками Дуеро, Тахо, Хукар, Турія та Ебро. Засвідчена приблизно 200 написами іберським письмом і топонімами.
  - галлецька мова — засвідчена лише топонімами та власними іменами.
  - тартесська мова.[5] — засвідчена 95 написами[6], південно-західна Іспанія.

З набагато меншим ступенем впевненості до континентальних кельтських різні автори відносять ще дві мови:
- норицька мова (IV ст. до Р. Х. — I або II ст. по Р. Х.), представлена двома вкрай короткими написами з Австрії та Словенії, а також, можливо, топонімами. Назва іноді використовується як узагальнювальна для кельтських діалектів, що існували в центральній та східній Європі.
- лузитанська мова (зникла до II ст. по Р. Х.), індоєвропейська, але, можливо, не кельтська, хоча і схожа з ними. Ряд дослідників відносять лузитанську мову до італійських. Ця мова була поширена на території між ріками Доуро та Тагус, наразі Португалія і частина Іспанії. Представлена нечисленними написами та топонімами.

## Використання терміна
Термін «континентальні кельтські мови» був введений для протиставлення острівним кельтським мовам. І хоча більшість дослідників відзначають спільність острівних мов, що мають спільні лінгвістичні інновації, з приводу спорідненості континентальних кельтських мов такої ж упевненості немає — швидше, дана група є поліфілетичною, утвореною за принципом невходження до складу острівних мов. Зважаючи нечисленність збереженого лінгвістичного матеріалу з усіх континентальних кельтських мов проведення історико-лінгвістичного аналізу, заснованого на порівняльному методі, є проблематичним. Деякі дослідники об'єднують галльську мову з бритською підгрупою в складі кельтських мов.
Більшість континентальних кельтських мов належать до P-кельтських мов, за винятком кельтіберської, що входить до складу Q-кельтських мов.

## Бретонська мова: виняток з правила
Хоча бретонська мова протягом більш ніж тисячоліття існує в континентальній Європі, проте вона не відноситься до континентальних кельтських мов. За своїми характеристиками вона входить до складу бритської гілки кельтських мов, у складі якої також валлійська, корнська і ряд інших мов, хоча у ваннських діалектах іноді передбачається наявність галльського субстрату. Франсуа Фальхюн розглядав бретонську мову як нащадок галльської, проте його точка зору відкидається більшістю лінгвістів.

## Дивись також
- Італо-кельтська гіпотеза